# Ponce Denis Écouchard Lebrun
Ponce Denis Écouchard Lebrun, född 11 augusti 1739, död 31 augusti 1807, var en fransk författare.
Lebrun blev under sin samtid mest känd för sina högstämda och ofta servila oden, som gick under namnet "pindariska". Numera är han mest känd som en skarp och inspirerad epigrammatiker. Lebrun förlöjligades av Voltaire i den fransk-klassiska smakens namn. Han var i viss mån förebild för Carl Gustaf af Leopold tidiga diktning.